# Świętajńska Karczma
Świętajńska Karczma (niem. Karlsrode) – kolonia w Polsce położona w województwie warmińsko-mazurskim, w powiecie olsztyńskim, w gminie Olsztynek. Miejscowość wchodzi w skład sołectwa Sudwa. W latach 1975–1998 miejscowość należała administracyjnie do województwa olsztyńskiego.
Z dawnej osady obecnie pozostało tylko jedno gospodarstwo (siedlisko) oraz karczma i zajazd, położone przy drodze Olsztynek-Ostróda.
W 2011 mieszkało tu 8 osób.